# 北京故事
《北京故事》是中國大陸一部有關同性爱情題材的小說，1998年8月至10月期间作者以匿名的方式在网络同志论坛“男人男孩天堂”（BOY2MAN）连载，同年10月网络女性杂志《花招》转载刊登于杂志总第34期，之后“亦凡书库”再从《花招》转载。小说刚问世即在网络上受到广泛转载传阅，争议相当大。
2001年香港电影導演關錦鵬将其改編為電影《藍宇》。2002年小說改名《藍宇》推出正式文本版。

## 小说概况
小说讲述了北京一对同志恋人跨越八、九十年代的爱情故事。1998年8月至10月期间作者以匿名的方式在网络同志论坛“男人男孩天堂”（BOY2MAN）连载小说，小说共三十一章。这部小说开始流传时名叫《大陆故事》，最终定名叫《北京故事》。作者在网络上开始现身时笔名叫“北京同志”，后改成较为女性化的“筱禾”。
小说以主人公陈捍东的身份用第一人称的手法创作，内有大量极具北方男性口吻的男色性爱描写。作者的笔法平实、老道，小说中的陈捍东自称‘南大’（对应现实中的‘北大’，即北京大学）中文系毕业。整个故事在时间线和叙事逻辑上严丝合缝几乎零漏洞，作者对另一位主人公蓝宇就读的清华大学的环境十分熟悉，比如蓝宇的大学宿舍在八号楼八一五房。同学讨论蓝宇是几字班的谁，提到蓝宇是‘建七’的，而“几字班”是清华独有的黑话。等等细节使得不少读者对作者真实身份产生极大兴趣，相信那是个美好的堙灭的真人真事，相信小说是一部自传，故事中主人公真有其人。甚至有人声称找到蓝宇的籍贯和学校还有班级，一张据说是他本人的照片流传很广，一个很清秀的小男生在清华大学门口跨在自行车上。
2001年3月2日，《蓝宇》电影上映前，导演关锦鹏在一篇采访报道文章中则介绍称，小说本名不叫《北京故事》，而为《北京之秋》。原作者是一位名为“灵慧”的女性，这位作者已旅居美国。电影制片方与作者购买小说版权都是通过网络和邮件完成的。
筱禾早年在接受采访时宣称《北京故事》是根据当事人的叙述改编而成的，可在一篇写于2001年11月17日的小说后记中又彻底改口说故事纯属虚构。后来，筱禾与晋江文学城签约，发表了一系列同志小说，并且有一个与粉丝互动的专页，筱禾期间比较活跃，曾在给网友的回帖中亲口证实自己用过“北京同志”这个笔名。
2015年，有新闻工作者想了解小说作者的真实身份，联系了《蓝宇》电影制片人张永宁，以及小说英译本翻译者梦之恩（美国人），两个人表示知道作者的身份信息，但都不肯透露一丝一毫。其中梦之恩表示自己从2009年开始就通过邮件和小说作者取得联系，自己确实知道一些关于作者的个人身份和下落的事情，但是他已经向作者承诺，不会将这些信息公之于众。他不知道为什么作者选择对自己的身份保密，但这是作者的选择。

## 情节简介
故事发生于1980年代末至1990年代初的北京，时间跨度7年，讲叙了北京高干子弟陈捍东和来北京上学的西北男孩蓝宇之间的同性爱情故事，他们的相识始于一场性交易，16岁的蓝宇是为生活所迫决定出卖自己肉体的青涩大学生，27岁的陈捍东则是游戏情场的公子哥儿。
捍东虽一开始就对忧郁又特别的蓝宇怦然心动，却告诉蓝宇也告诉自己这“只是玩玩而已”。缺乏家庭关爱的蓝宇在与捍东的不断接触中爱上了这个情场公子哥儿，捍东则一直欺骗自己，以为选择与异性结婚就可以把蓝宇忘掉，后来才发觉自己对蓝宇的爱已不能自拔。离婚后的捍东主动去找蓝宇，其间经历了许多的磨难波折，当二人决定不再分开，共同迎接美好未来的时候，这段刻骨铭心的爱情竟以悲剧告终。

## 主人公介绍
- 陈捍东，故事开始时27岁，‘南大’（对应现实中的‘北大’，即北京大学）中文系毕业。北京人，高干子弟，商人，开贸易公司，靠着老爸的关系，加上自己的聪明才智，27岁时已有了个上亿资产的公司。

- 蓝宇，故事开始时16岁，‘华大’（对应现实中的清华大学）建筑系87级学生。父亲是东北人，母亲是杭州人，家住西北。母亲死于吞安眠药自杀，考上大学后自己向舅舅借了一百元钱就来了北京，走投无路决定出卖自己肉体，经人介绍认识了陈捍东。

## 影视改编
1999年，制片人张永宁到上海出差，朋友给他推荐了《北京故事》，张永宁看完后颇受感动。在其推薦下，由導演關錦鵬執導改編成電影《蓝宇》并獲得極大成功。

## 外部連結
- 《北京故事》北京同志（页面存档备份，存于）.亦凡书库（1998年）
- 豆瓣读书上《藍宇》的資料 （简体中文）（繁體中文版，台灣東販出版社）
- 豆瓣读书上《蓝宇》的資料 （简体中文）（简体中文版，中国电影出版社）
- 豆瓣读书上《北京故事 藍宇(ランユー)》的資料 （简体中文）（日文版，日本讲谈社）
- 豆瓣读书上《Beijing Comrades》的資料 （简体中文）（英文版，The Feminist Press at CUNY）
- 從《藍宇》和《北京故事》開始──看華人同性戀世界（页面存档备份，存于）.獨媒編輯部（2005年5月17日，週二）